# Adriaan Antonius Maria van Mackelenbergh

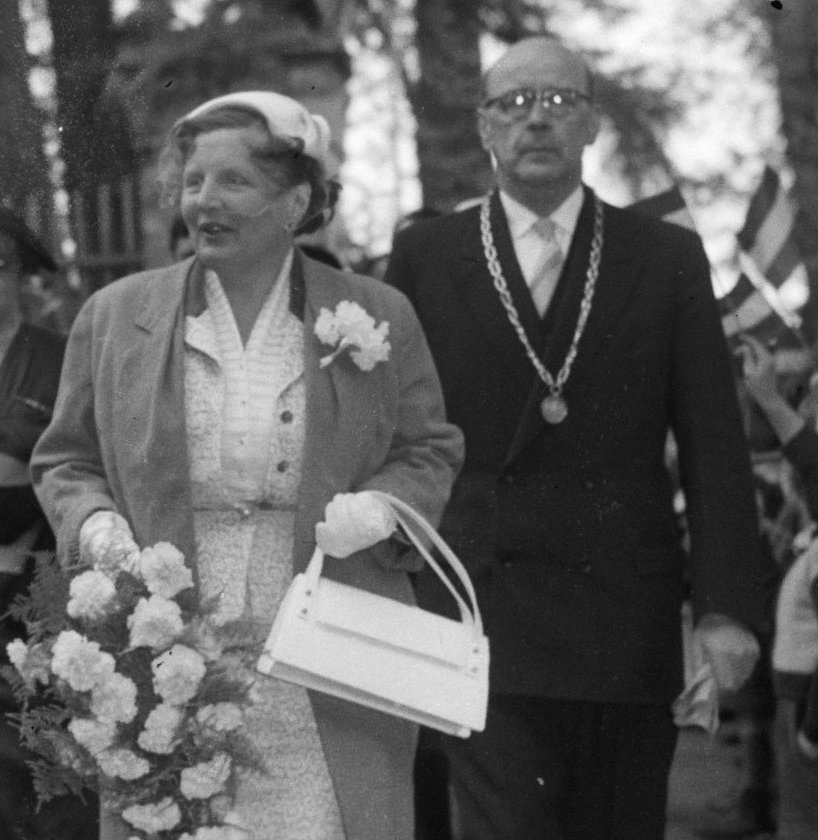
Koningin Juliana en burgemeester A.A.M. van Mackelenbergh (1956)

Adriaan Antonius Maria van Mackelenbergh (Den Bosch, 30 augustus 1903 – Heijen, 8 januari 1980) was een Nederlands politicus.
Hij werd geboren als zoon van Jacobus Ambrosius Josephus van Mackelenbergh (1866-1957) en Anna Elisabeth Helena Souren (1866-1932). Hij ging in 1924 als volontair werken bij de gemeentesecretarie van Den Dungen en twee jaar later maakte hij de overstap naar de gemeente Eindhoven waar hij het bracht tot adjunct-commies. Van Mackelenbergh werd in 1934 benoemd werd tot burgemeester van Posterholt. Begin 1942 werd hij ontslagen waarna Posterholt een NSB'er als burgemeester kreeg. Na de bevrijding kon Van Mackelenbergh terugkeren in zijn oude functie. In 1951 volgde zijn benoeming tot burgemeester van Bergen. De Bergense gemeentesecretaris Van Eekeren werd in januari 1960 gearresteerd en later veroordeeld tot een gevangenisstraf. Zelf ging hij eind 1960 met ziekteverlof waarbij de burgemeester van Grubbenvorst aangesteld werd als waarnemend burgemeester van Bergen. Van Mackelenbergh werd een jaar later ontslag verleend. Begin 1980 overleed hij op 76-jarige leeftijd.